# Кировский район (Хабаровск)
Ки́ровский райо́н — один из пяти внутригородских районов Хабаровска.

## География
Расположен на севере центральной части города.
Площадь территории в городской черте (на правобережье) — 9 км², с подчинёнными территориями левобережья и водного зеркала Амура — 38 км².

## Население
| 1959    | 1970    | 1979    | 1989    | 2002    | 2009    | 2010    |
| ------- | ------- | ------- | ------- | ------- | ------- | ------- |
| 51 657  | ↗60 163 | ↗64 141 | ↗70 059 | ↘54 177 | ↘53 815 | ↘51 809 |
| 2011    | 2012    | 2013    | 2014    | 2015    | 2016    | 2017    |
| ↗51 837 | ↗52 503 | ↗53 163 | ↘52 743 | ↗52 948 | ↘52 886 | ↗53 674 |
| 2018    | 2019    | 2020    | 2021    | 2024    |         |         |
| ↘53 417 | ↘53 336 | ↘53 187 | ↗55 473 | ↘55 274 |         |         |

## История
Образован 21 мая 1936 года первым в городе наряду со Сталинским (Индустриальным) районом.

## Микрорайоны

Кировский район, ул. Серышева, памятник комсомольцам — защитникам города, погибшим в Гражданскую войну. Слева 301-й Окружной военный госпиталь.

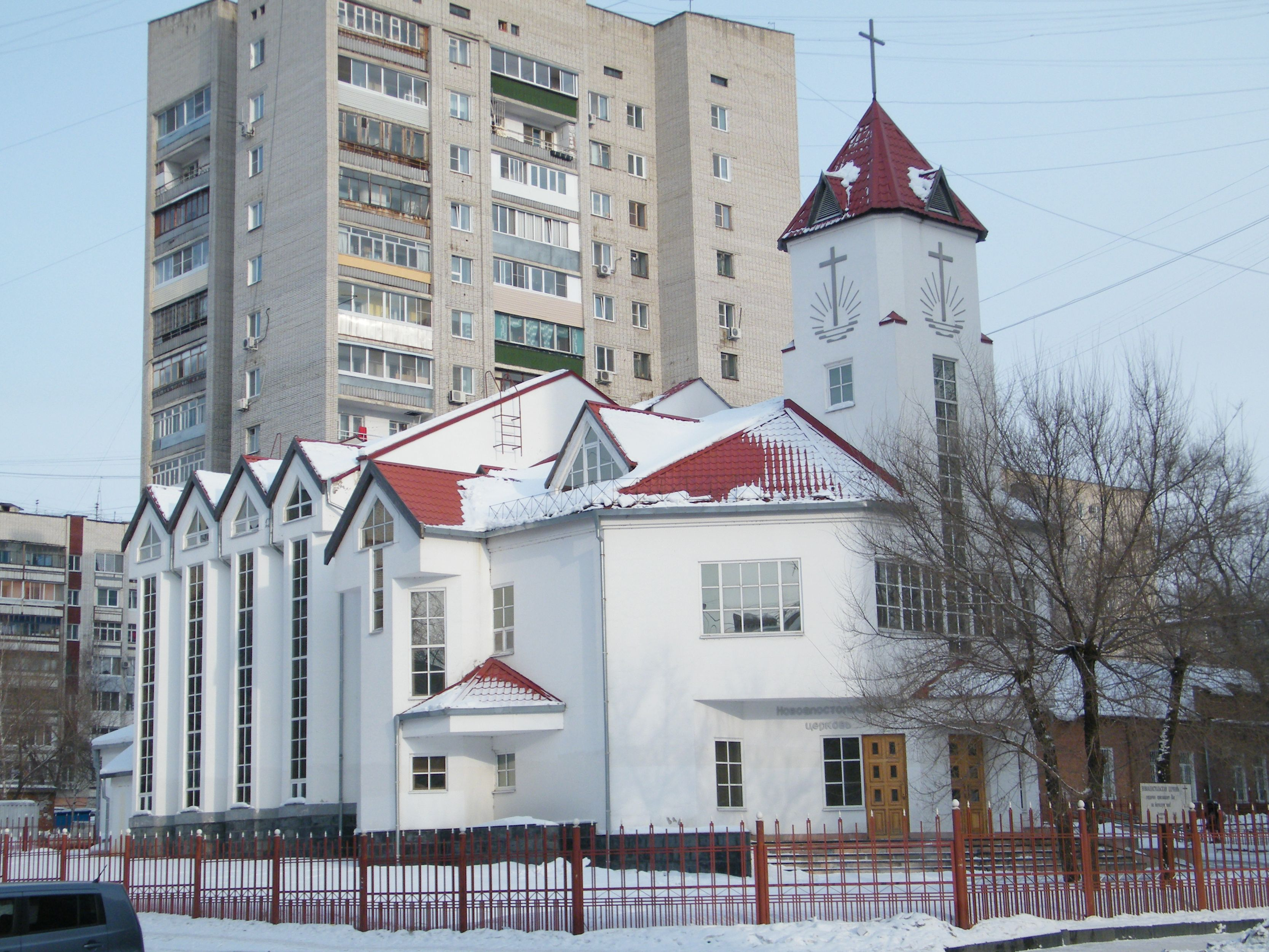
До 2019 года - Новоапостольская церковь. С 2019 года - Театр Кукол

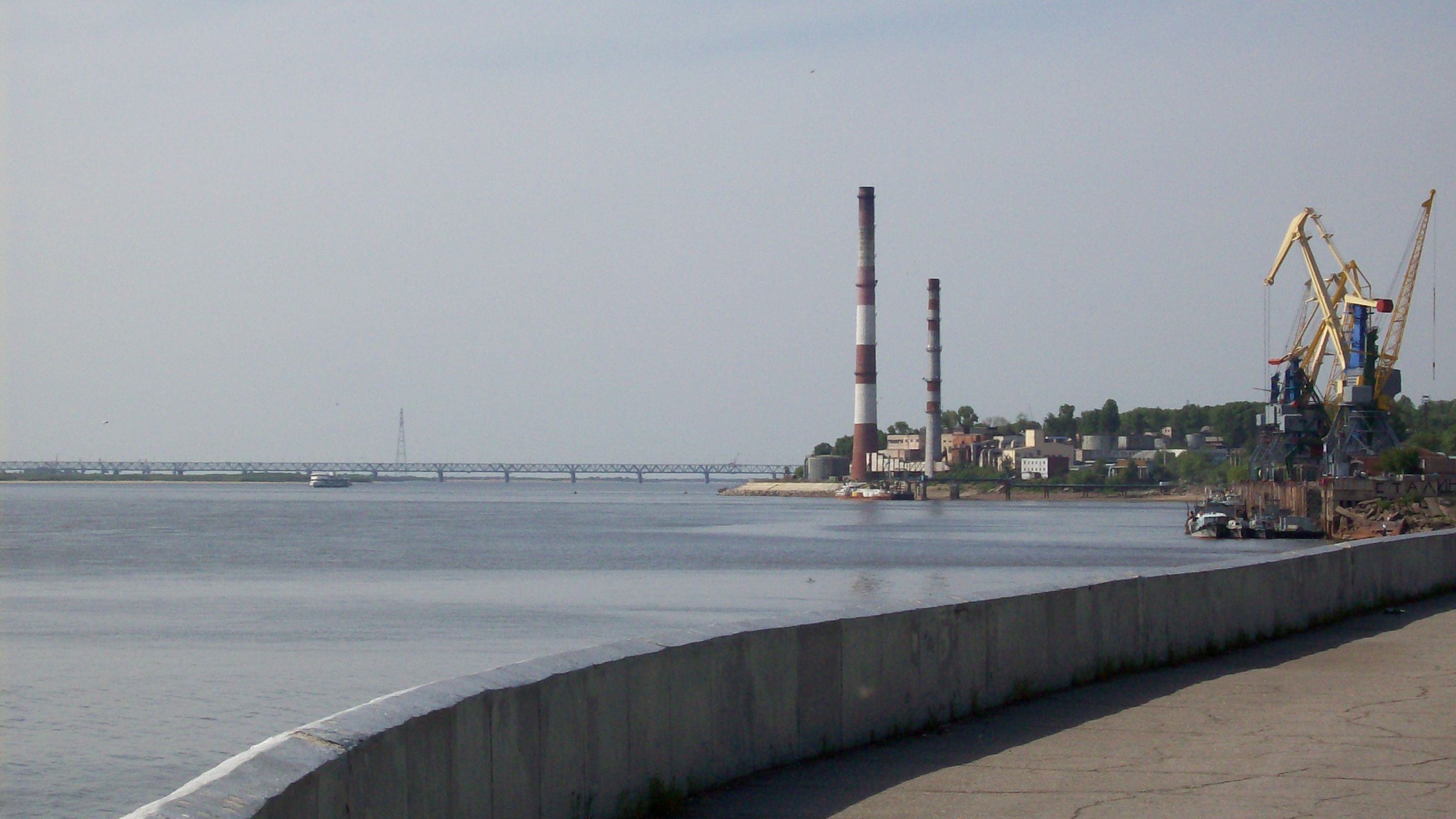
Набережная стадиона им. Ленина, ТЭЦ-2 и речной порт.
Вдали — Хабаровский мост.

- ГУПР
- Петровка, 38
- Рыбак (51-я школа)
- Дальдизель
- Нефтяник
- Правобережка
- Казачка
- Черёмушки
- Северная платформа
- Сершанка

## Объекты
- Хабаровский нефтеперерабатывающий завод (НК «Альянс»)
- Завод «Дальдизель»
- Хабаровский речной порт
- Железнодорожная линия к тоннелю под Амуром
- Хабаровская ТЭЦ-2
- Стадион имени Ленина (домашняя арена футбольного клуба «СКА-Энергия»)
- Стадион «Нефтяник» (клуб по хоккею с мячом «СКА-Нефтяник»)
- Дальневосточная государственная академия физической культуры
- 301-й Окружной военный госпиталь
- Детская краевая больница № 1
- Краевая больница № 3 (краевой психоневрологический диспансер)
- Краевой перинатальный центр
- Родильный дом № 4
- Храм Святителя Иннокентия Иркутского — первая каменная церковь в Хабаровске, построена во второй половине XIX века. В 1960-е — начале 1990-х годов в здании размещался Хабаровский планетарий.
- Театр кукол
- Церковь Объединения
- Оркестровая Яма — дом-студия музыканта Коли Никитина, без вести пропавшего в 2009 году. Адрес: Сормовский пер., 17. Через «Яму» прошло много хабаровских музыкантов.
- Штаб Восточного военного округа
- Редакция газеты «Тихоокеанская звезда»